# Aegiphila floribunda
Aegiphila floribunda là một loài thực vật có hoa trong họ Hoa môi. Loài này được Moritz & Moldenke mô tả khoa học đầu tiên năm 1933.